# Repubblica Socialista Sovietica Autonoma Jakuta
La Repubblica Socialista Sovietica Autonoma di Jakuzia (in russo Якутская Автономная Советская Социалистическая Республика?, Jakutskaja Avtonomnaja Sovetskaja Socialističeskaja Respublika) era una delle Repubbliche autonome dell'Unione Sovietica facente parte della RSFS Russa.
Essa fu creata il 27 aprile 1922, dopo il soffocamento della rivolta jakuta. Sorgeva nell'attuale Sacha-Jakuzia.